# Gintarė Adomaitytė
Gintarė Adomaitytė (Kaunas, 30 de enero de 1957) es una periodista, guionista, ensayista, cuentista y escritora lituana que ha incursionado en la literatura infantil y juvenil.

## Biografía
Miembro del Sindicato de Escritores de Lituania, en 1980 se graduó en periodismo de la Universidad de Vilnius. Ha trabajado en diversos medios de prensa de su país, entre los que se encuentran Naujas gyvenimas donde estuvo entre 1980 y 1982; posteriormente, y hasta 1988, trabajó para Lietuvos pionierius. Entre 1988 y 1990 fue periodista de Komjaunimo tiesa, para luego asumir de corresponsal en el semanario Šiaurės Atėnai hasta 1993. 
Luego de Šiaurės Atėnai, asumió el rol de guionista para la televisión de su país, mientras que fue editora de Genys. 

## Obras

### Guiones
- Toks gyvenimas, ciklas, 1991–1994.
- Burtai, 1994.
- Dvare, 1995.
- Brėkšma, 1995.
- Ar yra Venecija, 1997.

### Literatura
- Debesėlis ieško vardo, Šiauliai, Šiaurės Lietuva, 1999.
- Pasaka apie liūdną arklį, Panevėžys, Magilė, 2000.
- Laumžirgių namai, literatura juvenil, Vilna, Agora, 2001.
- Sparnuotos iškabos, historias, Vilna, Gimtasis žodis, 2002.
- Vėjų miesto pasakos, literatura infantil, Vilna, Gimtasis žodis, 2003.
- Kelio dulkės, baltos rožės, apie palaimintąjį Jurgį Matulaitį, 2003.
- Nekaltojo prasidėjimo vargdienių seserų vienuolija, 2003.
- Šokis ant stalo, ensayo, Vilna, Gimtasis žodis, 2004.
- Gėlių gatvė, novela, 2005.
- Avis artistė, pasaka, Vilna, Gimtasis žodis, 2005.
- Gražuolės vaikai, Vilna, Gimtasis žodis, 2006.
- Karuselė, cuentos, Vilna, Gimtasis žodis, 2007.
- Paklydusi pasaka, cuentos, Vilna, Gimtasis žodis, 2010.